# Isotta Fraschini Asso L.121
L'Isotta Fraschini Asso L.121 era un motore aeronautico 12 cilindri a V raffreddato a liquido, prodotto dall'azienda italiana Isotta Fraschini.

## Versioni
- Asso L.121 RC.40 - caratterizzato dall'adozione di un riduttore di velocità interposto tra albero motore ed elica e da un compressore monostadio tarato per una quota di ristabilimento di 4 000 m

## Velivoli utilizzatori
Italia
- Caproni Ca.165
- Campini-Caproni C.C.2 (solo la parte a pistoni)